# Эффект Доула
Эффект Доула — повышенное содержание тяжелого изотопа 18О (обычного, более стабильного атома кислорода с двумя дополнительными нейтронами) в атмосфере по сравнению с морской водой, относительно его более лёгкого и менее стабильного изотопа 16О. Обычно соотношение 18O/16O, выражают как отклонение изотопной сигнатуры в образце по отношению к сигнатуре стандарта, выраженное в промилле, и обозначают как δ18O. Эффект назван в честь американского химика Малкольма Доула. В 1935 году было обнаружено, что в воздухе содержится больше 18О чём в морской воде; количественная оценка 1975 года дала результат в 23,5 ‰, но в 2005 году значение уточнили до 23,88 ‰. Дисбаланс возникает преимущественно в результате дыхания растений и животных. Благодаря термодинамике изотопных реакций, для дыхания предпочтительно используется более лёгкий, а значит и более реакционноспособный, 16O, что увеличивает относительный объём 18O в атмосфере.
Неравенство изотопного состава воды и воздуха уравновешивается фотосинтезом, который возвращает более лёгкий 16О в атмосферу. В результате фотосинтеза выделяется кислород такого же изотопного состава (то есть с таким же соотношением между 18О и 16О) как и в воде (H2O), используемой водоокисляющим комплексом, а её состав не зависит от атмосферного соотношение изотопов. Таким образом, при достаточно высоком атмосферном уровне 18О, фотосинтез будет выступать в качестве уравновешивающего фактора. Однако степень фракционирования (то есть изменение изотопного соотношения), обеспечивается не только фотосинтезом. Фракционирование может происходить и в результате преимущественного испарения Н216О — воды, несущей легкие изотопы кислорода, а также других небольших, но значимых процессов.

## Использование эффекта Доула
Поскольку из-за испарения океанические и наземные воды имеют различное соотношение 18О/16О, то по эффекту Доула можно судить об интенсивности фотосинтеза в пресноводных и морских водоёмах. Полная остановка всего наземного фотосинтеза привела бы к сдвигу величины эффекта Доула на −2-3 ‰ от его текущего значения в 23,8 ‰.
Исходя из данных, полученных из кернов льда, прослеживается стабильность (в пределах 0,5 ‰) соотношения атмосферного 18О /16О относительно 18О /16О в поверхностных морских водах начиная с последнего межледниковья (последние 130 000 лет). Это говорит о том, что в течение этого периода времени производительность наземного и морского фотосинтеза изменялись синхронно.
Изменения эффекта Доула с периодом в тысячу лет связано с резком изменению климата в северной части Атлантического океана за последние 60 тыс. лет. Высокая степень корреляции эффекта Доула с δ18О в натёчных изображениях, свидетельствует о муссонных осадках, которые предположительно происходили по причине изменения производительности низкоширотных наземных растений. Орбитальный масштаб изменения эффекта характеризуется периодами в 20-100 тыс. л. н., и хорошо соотносится с орбитальным эксцентриситетом и прецессией Земли, но не с наклоном её орбиты.
Эффект Доула также может быть применен в качестве индикаторного в морской воде, с небольшими вариациями в химии он используется для определения дискретных «частей» воды и подсчёта её возраста.